# Vladimír Zedník
Vladimír Zedník (Praga, 1 de febrero de 1947) es un tenista de la antigua república de Checoslovaquia. En 1975, fue miembro del equipo checoslovaco que perdió 3-2 en la final de la Copa Davis frente al equipo sueco liderado por Björn Borg.